# Smokowo (województwo warmińsko-mazurskie)
Smokowo (niem. Drachenstein) – osada w Polsce, położona w województwie warmińsko-mazurskim, w powiecie kętrzyńskim, w gminie Kętrzyn. 
W latach 1975–1998 miejscowość administracyjnie należała do województwa olsztyńskiego.
Wierni Kościoła rzymskokatolickiego należą do parafii św. Jacka w Kętrzynie.

## Historia
W 1699 roku wieś znajdowała się w spisie wsi należących do parafii św. Jerzego w Kętrzynie. W XVIII w. przy zbiorniku zaporowym na Dajnie funkcjonował młyn wodny. W latach 1886–1890 majątek należał do rodziny Wien, z której Wilhelm Wien w roku 1911 otrzymał nagrodę Nobla w dziedzinie fizyki. Właścicielką majątku w 1913 roku była pani Henschke. Majątek miał powierzchnię 394 ha, w tym 317 ha gruntów ornych. W gospodarstwie było: 50 koni, 200 szt bydła, w tym 79 krów, 106 owiec i 200 szt. trzody chlewnej. Później właścicielami Smokowa była rodzina Pasternack do roku 1945.
Po II wojnie światowej Smokowo było majątkiem Państwowych Nieruchomości Ziemskich, a później PGR. Przed likwidacją PGR Smokowo było siedzibą Państwowego Przedsiębiorstwa Gospodarki Rolnej o powierzchni 5 tys. ha, w którym pracowało 495 osób.
W skład PPGR Smokowo wchodziły następujące PGR (gmina Kętrzyn):
- Kotkowo – 300 szt bydła, w tym 80 krów
- Smokowo – 600 szt. bydła, w tym 500 krów i 300 szt trzody chlewnej
- Łazdoje – 400 szt bydła, w tym 100 szt krów
- Wilkowo – 1200 szt trzody chlewnej
- Stachowizna – 200 szt bydła, w tym 150 krów i 150 szt trzody chlewnej oraz suszarnia zielonek.
- Pudwągi (gm. Reszel) – 1000 szt trzody chlewnej
- Nowy Młyn – magazyn na zboże.

Majątek w Smokowie jest teraz własnością prywatną.  
W roku 1986 w Smokowie na Dajnie uruchomiono elektrownię wodną. W 2000 we wsi było 435 mieszkańców. Dzieci ze wsi Smokowo uczą się w Szkole Podstawowej w Biedaszkach.
w 2006 roku dwa bloki odłączyły się od spółdzielni mieszkaniowej "NADZEJA".

## Zabytki
W Smokowie do 1945 znajdował się murowany z cegieł dwór o grubości ścian 1,5 m. Dwór znajdował się bliżej starego Smokowa na niewielkim wzniesieniu. Obok dworu był park o powierzchni 0,3 ha.